# Jota (gastronomie)
Pour les articles homonymes, voir Jota (homonymie).
La jota (également iota, en frioulan jote) est un plat typique de la cuisine du Frioul-Vénétie Julienne, du littoral slovène et de l'Istrie. C'est une soupe ressemblant à un ragoût, qui est parfois aussi considérée comme un minestrone ou une maneštra (soupe de légumes méditerranéenne).
Dans presque toutes les variantes, la base se compose de haricots, de pommes de terre, de viande fumée et d'ail, de feuilles de laurier, de sel et de poivre comme épices. Selon la région, l'ingrédient principal peut être la choucroute (par ex. à Trieste) ou la brovada (par ex. au Frioul).

## Caractéristiques
C'est une soupe originaire de la cuisine frioulane qui, dans la version la plus célèbre, celle de la cuisine de Trieste, est à base de choucroute (dans le dialecte de Trieste capuzi garbi, bouchons acides), de haricots et de pommes de terre ; elle est aromatisée avec de la pancetta, des côtes, de la couenne ou un autre morceau de porc, fumé ou non, et des graines de kümmel, semblables au cumin.

## Histoire
L'origine exacte de la jota n'est pas connue et peut difficilement être discutée dans ce creuset de cultures. Elle est attestée, par exemple, dans une vieille chanson traditionnelle frioulane appelée vilotta, que le linguiste Jacopo Pirona (1789-1870) composa à la fin du XIXe siècle. 
Le restaurateur Bepi Pucciarelli a déclaré au journal Il Friuli que des chansons parlent d'une origine du Frioul, plus précisément de Carnie. Pirono était également de cet avis et a expliqué que le nom jote était attribué à une « soupe de légumes carnienne, composée de brovada, de haricots, de lait et d'assaisonnement à base de beurre ou de lard, avec l'ajout de farine de maïs » (« sorta di minestra carnica composta di brovada, fagioli, latte allungato e condimento di burro o lardo, con l'aggiunta di farina gialla »).
Bien que la jota de Carnie soit connue depuis longtemps, la région est mise en doute comme lieu d'origine, ce qui est principalement dû à la préparation de la jota frioulane ou carnique avec de la brovada,  des betteraves blanches fermentées dans du marc de vin rouge : il n'y a pas de viticulture dans cette région montagneuse, seulement plus bas dans la vallée.
La jota du Frioul était considérée comme un plat de fortune, à tel point que les femmes se plaignaient d'être obligées d'en manger très souvent par pure nécessité. À Trieste, en revanche, où elle est préparée avec du capuzi garbi, une variante locale de la choucroute, la jota n'a jamais eu cette mauvaise réputation et est encore très répandue aujourd'hui. Certains la considèrent même comme le fleuron de la cuisine locale. Là aussi, il y a des tentatives pour expliquer l'origine du plat : l'historien, restaurateur et auteur Cesare Fonda estime que la jota est née plutôt par accident, en ajoutant le capuzi garbi à des haricots déjà cuits dans une tecia (sorte de cocotte).

## Variantes
Il existe de nombreuses variantes, dont la Carnica, la Gorizia, la Carsolina et la Bisiaca, qui augmentent la quantité de haricots, ou la diminuent en ajoutant de l'orge ou du maïs, remplacent tout ou la moitié de la choucroute par de la brovada ou ajoutent de la farine jaune à polenta.
Dans le Frioul, on l'appelle dans les variantes respectives jote, jota ou joto, mais sa préparation, autrefois répandue, est très limitée, à tel point qu'il ne reste des traces qu'à Carnie, en particulier dans le Val Degano et dans le Val Pesarina ; ce dernier s'appelait même dans le passé cjanâl da jota (vallée de la jota en frioulan carnique).
Le mignestre di brovade, toujours dans le Frioul, est semblable à la jota, préparé avec du navet au lieu de la choucroute et du cotechino ou du musetto au lieu des côtes de porc fumées.
A Trieste, la jota triestina se compose de pommes de terre, de choucroute et de côtes de porc fumées. Elle est généralement agrémentée avec un mélange haché de speck, d'oignons, de sauge et de persil appelé pestat.
La jota di blede est une autre variante frioulane aux bettes.
La jota est répandue (avec le même nom) également sur la côte slovène, en particulier sur le plateau du Karst, dans la vallée de Vipava, sur le Collio et dans la région de Tolmin et Kobarid, qui historiquement faisaient partie du Frioul.

## Dénomination
Le premier témoignage de la jota provient d'un document cividalais écrit en frioulan du XVe siècle, avec le nom de jottho (le -o final au féminin est donné par le fait qu'au Moyen Âge une variante du frioulan est semblable à celle qui est encore parlée aujourd'hui dans le haut Val Degano). L'étymologie du nom est controversée : il pourrait dériver du latin tardif jutta, qui à son tour serait issu d'une racine celtique, ce qui est très probable étant donné que, comme le rapporte Gianni Pinguentini dans son Dizionario storico etimologico fraseologico del dialetto triestino (Dictionnaire de la phraséologie étymologique historique du dialecte de Trieste, Trieste, Borsatti, 1954), le même sens de bouillon, boisson ou nourriture, se retrouve dans le terme cimbre yot, dans l'irlandais yot et dans le jargon poitevin jut. Le terme est également répandu en Émilie, à Parme, Reggio d'Émilie et Modène, où dzota signifie soupe.